# بيتر أولرتون
بيتر أولرتون (بالإنجليزية: Peter Ollerton)‏ مواليد 20 مايو 1951 في إنجلترا، هو لاعب كرة قدم أسترالي من إنجليزي سابق كان يلعب في مركز الهجوم. سبق له أن لعب في كأس العالم لكرة القدم مع منتخب بلاده وذلك في مونديال عام 1974.

## المسيرة الاحترافية

### أندية لعب لها
- سيدني تايغرز
- نادي جنوب ملبورن
- ماركوني ستاليونز

## روابط خارجية
- بيتر أولرتون على موقع الاتحاد الدولي (مؤرشف)  (الإنجليزية)
- بيتر أولرتون على موقع قاعدة بيانات كرة القدم.إي يو (الإنجليزية)
- بيتر أولرتون على موقع ناشيونال فوتبول تيمز (الإنجليزية)
- بيتر أولرتون على موقع Soccerway.com (الإنجليزية)
- بيتر أولرتون على موقع عالم كرة القدم.نت (الإنجليزية)